# 帕斯号飞艇空难
帕斯号飞艇空难是指1902年5月12日，帕斯号（拉丁語：Pax，意为“和平”）飞艇在法国巴黎进行试飞时发生的一次爆炸事故。帕斯号是奥古斯托·塞韦罗设计的一种动力飞艇。这次空难导致巴西发明家奥古斯托·塞韦罗和法国机械师乔治·萨谢（Georges Saché）不幸罹难。

## 历史

### 背景
Pax号飞艇呈纺锤形，容量2,000立方米，长度30（98英尺），吊舱长度30（98英尺），重量2,000（4,400英磅）。发明者奥古斯托·塞韦罗在航空学领域拥有20年的研究经验，并将全部财产投入到帕斯号飞艇的研发中。帕斯号最初计划使用电动机，但由于电动机的研发周期过长，加之奥古斯托·塞韦罗需要返回巴西履行议员职责，最终被说服改用汽油发动机。然而，在试飞前五天，奥古斯托·塞韦罗依然对自己贸然改用汽油引擎的决定感到犹豫。
帕斯号飞艇在事故发生前两周建造完成，并于5月4日在巴黎的沃吉拉尔公园进行了首次系留试验。帕斯号飞艇的试验结果令奥古斯托·塞韦罗感到十分满意，后续的载人飞行计划因此被提上日程。然而，由于天气状况不佳，接下来的几天未能进行进一步测试。
5月12日凌晨，飞艇开始充气，至清晨5点准备完毕。起飞前，奥古斯托·塞韦罗表示，他计划在《黄金法令》纪念日向巴西政府汇报此次试飞的成功，并公布“耶稣号”飞艇的设计方案。这艘长100米的飞艇被设想为横跨大西洋的未来项目。为减轻载重，奥古斯托·塞韦罗让助手阿尔瓦罗·雷斯留在地面，仅带机械师乔治·萨谢共同升空。乔治·萨谢年仅28岁，此前从未有过飞行经验。
帕斯号飞艇在地面系留状态下飞行了20分钟，完成了操纵性能的测试。试验结束后，飞艇顺利降落，奥古斯托·塞韦罗与朋友和家人进行了简短交谈，并于早上5:25再次起飞。脱离系留状态后，飞艇迅速进入难以控制的状态。三次抛弃压舱物后，飞艇上升至350（1,150英尺）的高度，但依然无法抵御风力的干扰，在直径100（330英尺）到150（490英尺）的范围内绕圈飞行。控制尝试持续了15分钟，但40马力的发动机未能提供足够的动力以稳定飞艇。

### 爆炸
1902年5月12日早上5点40分，帕斯号飞艇在空中发生爆炸，巴黎上空瞬间被一团巨大的火球照亮。帕斯号飞艇的残骸坠落在了梅纳大道。奥古斯托·塞韦罗与他的搭档，机械师乔治·萨谢两人在这场爆炸中不幸遇难。

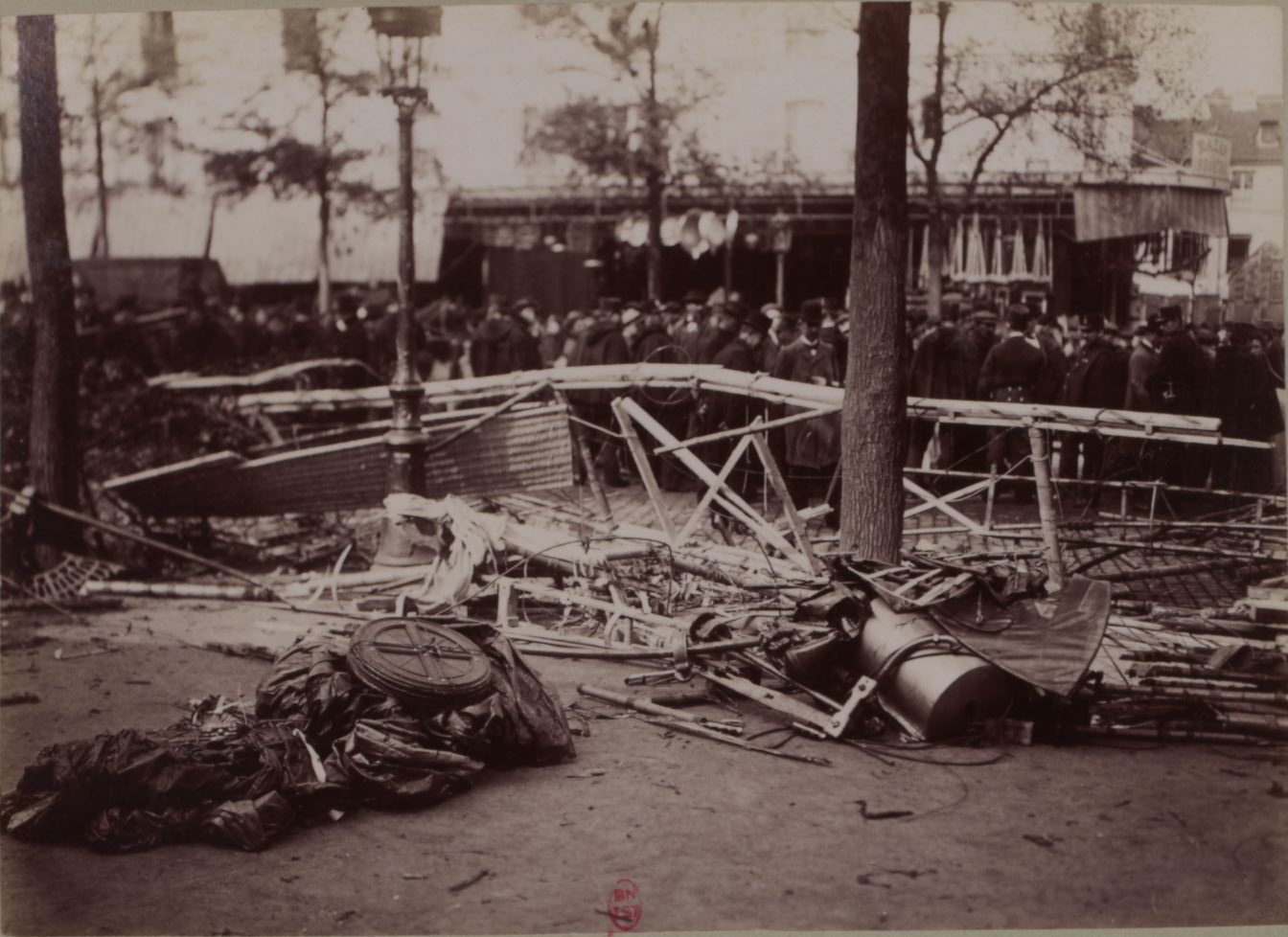
飞艇残骸

火焰最初从发动机部位喷出，并迅速蔓延至整个帕斯号飞艇。爆炸后，残骸坠落在梅纳大道79号前。乘员所在的吊舱撞穿了一座房屋的屋顶，最终吊舱停在卧室内。卧室内的一对夫妇当时正在睡觉，由于床位于房间的另一侧，二人幸运地逃过一劫，没有被火焰和残骸创伤。。

#### 事故原因
帕斯号空艇爆炸后，雷纳德上校提出，内燃机的使用可能是导致爆炸的主要原因。亨利·拉尚布尔从机械角度分析，认为机械部件在飞行中可能发生了扭曲，导致火焰从化油器蔓延至油箱，并最终扩散至气体排气阀。天文学家阿尔贝·沙博诺在调查残骸后得出结论，发动机的电气部分短路是事故的重要诱因之一。
对于事故的设计因素，桑托斯·杜蒙指出，将发动机安装得过于靠近气囊本身存在问题，但他最初并不完全认同这一设计缺陷是直接原因。他观察到，只有一个位于第二发动机上方的阀门正常工作，并怀疑另一个阀门可能被飞行员用蜡封住。这样的封堵方式使气囊在飞行条件下难以承受内部压力，最终失控。桑托斯-杜蒙还强调，飞艇上升过程中不当抛弃压舱物的操作，加速了飞艇的上升速度，这一错误进一步加剧了事故的危险性。
关于设计上的隐患，桑托斯·杜蒙在同年9月发表的一篇文章中进一步指出，发动机与气囊之间仅有三英尺的距离。如此紧密的结构布局极大地提高了事故发生的可能性。最终，法国航空俱乐部科学委员会通过调查明确认定，发动机与气囊排气阀之间的距离过近是导致帕斯号空艇爆炸的主要原因。

### 后果
奥古斯托·塞韦罗和机械师乔治·萨谢在帕斯号飞艇发生爆炸后当场去世。当天上午9点，塞韦罗的遗体被送回家中，而机械师乔治·萨谢的遗体则暂时存放在警察局，等待其母亲前来认领。
事故发生后，现场迅速被围观群众包围。雷纳德指挥官负责将飞艇的残骸运回机库，同时，五十名警察对街道实施封锁以维持秩序。前交通部长阿尔弗雷多·马亚立即致电总统曼努埃尔·费雷拉斯·德坎普斯·萨莱斯，请求为塞韦罗举行国葬，并向遗孀提供抚恤金。事故引发了法国航空界的强烈反响，许多业内人士前往现场悼念。此外，法国航空俱乐部委员会向塞韦罗的遗孀表达了深切的哀悼。
5月17日，塞韦罗的遗体被安葬于巴黎帕西公墓。6月17日，遗体运抵里约热内卢，并于次日下葬，总统曼努埃尔·费雷拉斯·德坎普斯·萨莱斯亲自出席葬礼。帕斯号飞艇的机库由气球驾驶员奥托卡·冯·布拉德斯基接管。

## 遗产
1902年9月，巴西政府为纪念奥古斯托·塞韦罗与乔治·萨谢的贡献，决定以两人的名字命名巴西的两条街道。次年，一座纪念碑被立于巴黎事故发生地点，同时在巴黎公墓内竖立了塞韦罗的半身像，以缅怀这位航空领域的先驱。同年，法国导演乔治·梅里爱将这场灾难改编为短片《飞艇“和平号”的灾难》，以影像形式再现了事故发生的过程。
1903年，巴黎航空界为纪念奥古斯托·塞韦罗与乔治·萨谢举行了一场庄严的追悼会。1952年，塞韦罗的亲友在巴西举办了一系列纪念活动，以纪念这位巴西发明家逝世五十周年。
时间流逝并未让塞韦罗的贡献被遗忘。2019年，巴西议会提出议案，建议将奥古斯托·塞韦罗的名字刻入祖国英雄之书，以永久铭记他的历史地位。2022年，在塞韦罗逝世120周年之际，巴西政府决定将他的遗骸从里约热内卢运回北里奥格兰德州，这片土地正是他出生的地方，亦是他理想与追求的起点。